# Vượn cáo đầu xám
Vượn cáo đầu xám, tên khoa học Eulemur cinereiceps, là một loài động vật có vú trong họ Lemuridae, bộ Linh trưởng. Loài này được A. Grandidier & Milne-Edwards mô tả năm 1890.

## Hình ảnh

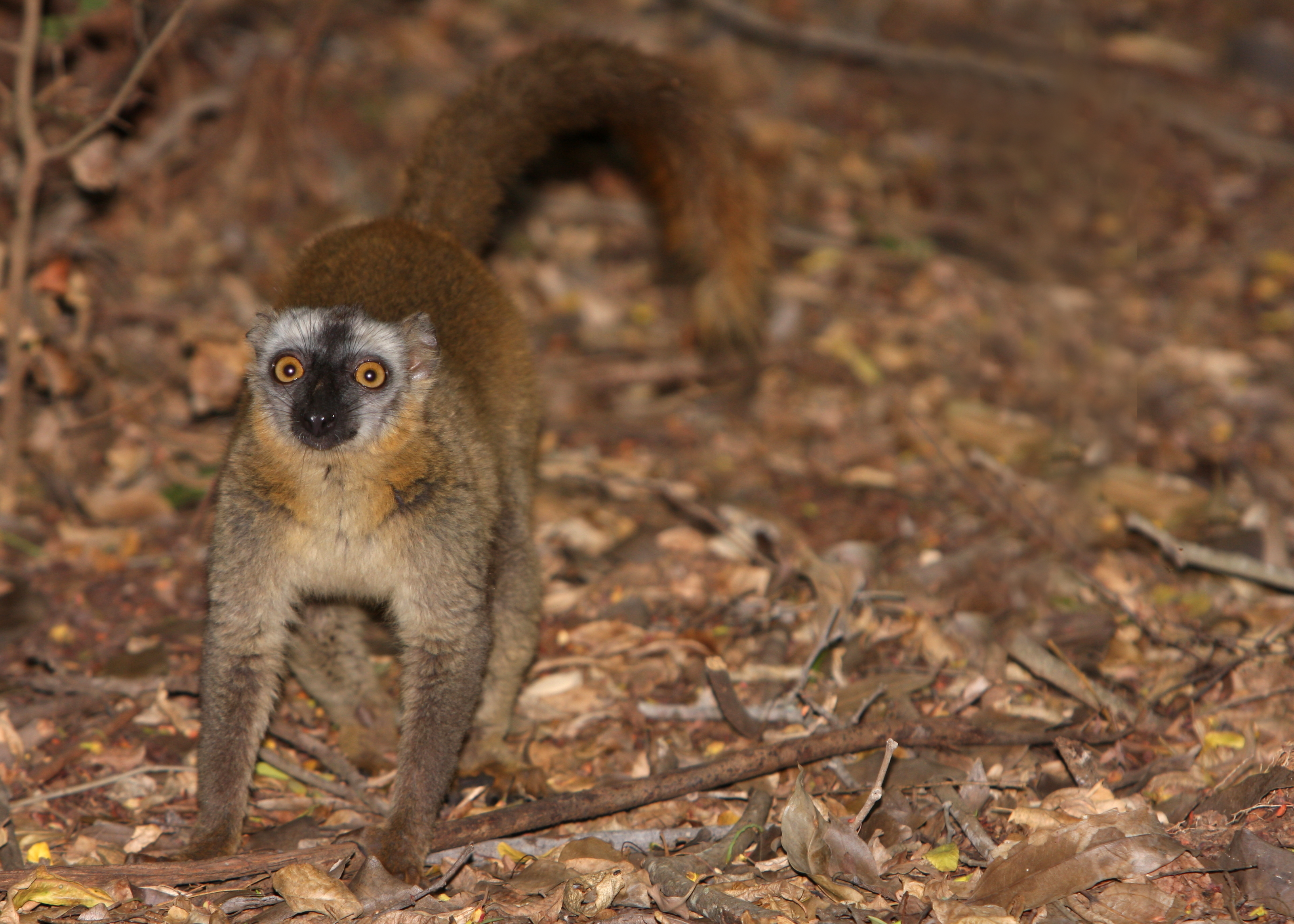
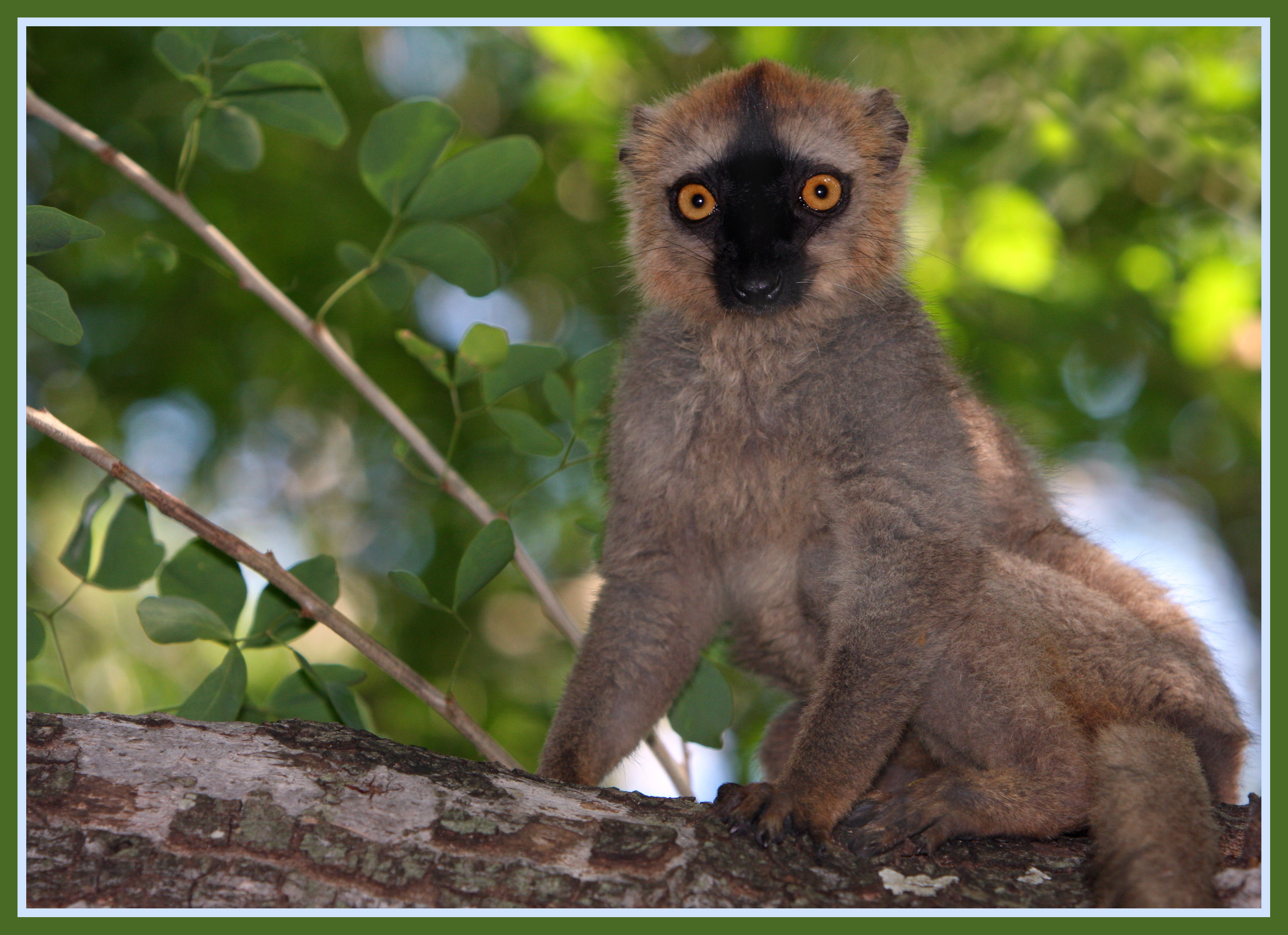
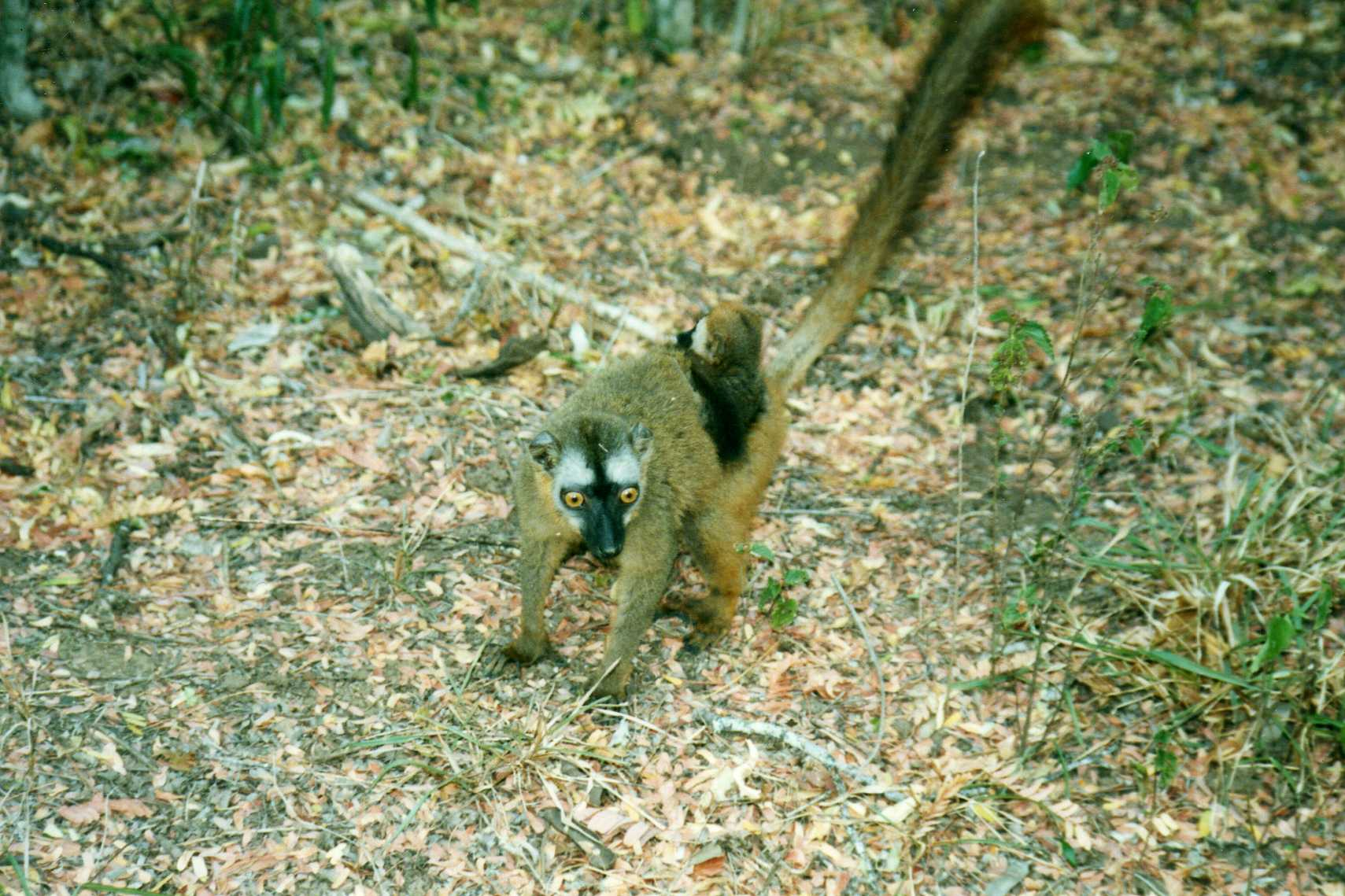